# Плосконосый двуклиноид
Плосконосый двуклиноид или сиамский додекаэдр — это трёхмерный выпуклый многогранник с двенадцатью правильными треугольниками в качестве граней. Многогранник не является правильным, поскольку в некоторых вершинах сходятся четыре грани, а в остальных — пять граней. Многогранник является двенадцатигранником, одним из восьми дельтаэдров (выпуклых многогранников с гранями в виде правильных треугольников) и одним из 92 многогранников Джонсона (неоднородные выпуклые многогранники с правильными гранями).

## История и наименование
Многогранник был назван Сиамским додекаэдром в статье Ханса Фройденталя и Б. Л. Ван дер Вардена (1947), где впервые описывалось множество из восьми выпуклых дельтаэдров. Существуют другие симплициальные додекаэдры, например, шестиугольная бипирамида, но только этот многогранник можно построить с правильными гранями.
Бернал назвал многогранник dodecadeltahedron (двенадцатидельтаэдр), отражая тот факт, что многогранник является дельтаэдром с двенадцатью гранями. Бернала интересовала форма дырок, оставляемых нерегулярной плотной упаковкой шаров, так что он использовал ограничительное определение дельтаэдров, в котором дельтаэдр — это выпуклый многогранник с треугольными гранями, который могут образовать центры равновеликих сфер, а касательные к этим сферам образуют рёбра многогранника, при этом внутри клетки образованной такой системой сфер нельзя поместить ещё одну сферу из-за нехватки пространства. Такое ограничительное определение исключает треугольные бипирамиды (поскольку они образуют две тетраэдральные дырки, а не одну дырку), пятиугольные бипирамиды (поскольку сферы с центрами в вершинах пирамид пересекаются, так что такое тело не может оказаться в упаковке сфер), и икосаэдры (поскольку в них достаточно пространства для размещения сферы). Бернал писал, что плосконосый двуклиноид является «распространённой координацией атомов кальция в кристаллографии».
Название snub disphenoid (плосконосый двуклиноид) пришло из сделанной Норманом Джонсоном в 1966 классификации многогранников Джонсона, выпуклых многогранников, все грани которых являются правильными многоугольниками. В классификации Джонсона многогранник имеет обозначение J84. Позднее В. А. Залгаллер доказал полноту классификации Джонсона, но Залгаллер использовал другие обозначения для тех же тел. В статье Залгаллера плосконосый двуклиноид имеет обозначение M25.

## Свойства
Плосконосый двуклиноид вершинно 4-связен, в том смысле, что требуется удалить четыре вершины, чтобы остальные вершины не образовывали связный граф. Многогранник является одним из четырёх 4-связных симплициальных хорошо покрытых многогранников, что означает, что все максимальные независимые множества вершин имеют одинаковый размер. Другие три многогранника с таким свойством — это октаэдр, пятиугольная бипирамида и неправильный многогранник с 12 вершинами и 20 треугольными гранями.
Плосконосый двуклиноид имеет те же симметрии, что и тетрагональный двуклиноид — у него есть оси вращательной симметрии на 180° через середины двух противоположных сторон, две перпендикулярные плоскости зеркальной симметрии через эти оси и четыре дополнительные симметрии путём отражения перпендикулярно осям с последующим поворотом на 90° и, возможно, ещё одним отражение параллельно оси. Таким образом, многогранник имеет D2d антипризматическую симметрию (группа симметрии порядка 8).
Сферы с центрами в вершинах плосконосого двуклиноида образуют блок, который, согласно численным экспериментам, имеет минимальный возможный потенциал Леннард-Джонса среди всех блоков из восьми сфер.
С точностью до симметрий и параллельных переносов плосконосый двуклиноид имеет пять типов простых (без самопересечений) замкнутых геодезических. Это пути на поверхности многогранника, не проходящие через вершины, и которые локально выглядят как кратчайшие пути — на грани они представляют собой отрезки, а когда пересекают ребро, углы в прилегающих ребру гранях в сумме дают 180°. Если подходить с интуитивной точки зрения, резинка, натянутая вокруг многогранника, должна оставаться на месте — локально её нельзя сделать короче. Например, один из типов геодезических пересекает противоположные рёбра плосконосого двуклиноида в их серединах (где проходят оси симметрии многогранника) под углом {\displaystyle \pi /3}. Второй тип геодезических проходит рядом с пересечением плосконосого двуклиноида плоскостью, которая перпендикулярно делит пополам ось симметрии (экватор многогранника) и пересекает рёбра восьми треугольников под углами {\displaystyle \pi /2} и {\displaystyle \pi /6} попеременно. Сдвиг геодезической на поверхности многогранника на малую величину (достаточно малую, чтобы не пройти через какую-либо вершину) сохраняет свойство быть геодезической и сохраняет длину кривой, так что оба примера имеют сдвинутые версии того же типа, которые несколько менее симметрично расположены. Длины пяти простых замкнутых геодезических на плосконосом двуклиноиде с единичной длиной ребра равны
{\displaystyle 2{\sqrt {3}}\approx 3.464} (экваториальная геодезическая), {\displaystyle {\sqrt {13}}\approx 3.606}, {\displaystyle 4} (геодезическая через середины противоположных рёбер),  {\displaystyle 2{\sqrt {7}}\approx 5.292} и {\displaystyle {\sqrt {19}}\approx 4.359}.
За исключением тетраэдра, имеющего бесконечно много типов замкнутых геодезических, плосконосый двуклиноид имеет наибольшее число типов геодезических среди дельтаэдров.

## Построение
Плосконосый двуклиноид строится, как подсказывает название, путём применения операции приведения к плосконосой форме тетрагонального двуклиноида, многогранника, похожего на правильный тетраэдр, но имеющего меньшую степень симметрии.
|            |                        |
| Двуклиноид | Плосконосый двуклиноид |

Операция приведения к плосконосой форме образует простую циклическую ленту из треугольников, разделяющую два противоположных ребра (рёбра выделены на рисунке красным цветом) вместе со смежными им треугольниками. Плосконосые антипризмы аналогичным образом имеют одну простую циклическую ленту из треугольников, но в случае плосконосых антипризм эти ленты отделяют две противоположные грани вместе со смежными им треугольниками, а не два противоположных ребра.
Плосконосый двуклиноид можно построить из квадратной антипризмы заменой каждой из двух квадратных граней парой равносторонних треугольников. Однако это одно из элементарных тел Джонсона, которые нельзя получить склеиванием правильных и архимедовых тел.
Физическая модель плосконосого двуклиноида может быть построена путём сгибания развёртки, состоящей из 12 равносторонних треугольников (12-амонда), показанной на рисунке выше.
Альтернативная развёртка, которую предложил Джон Монтролл, имеет меньше впадин на границе, что делает её более удобной для оригами.

## Координаты
Восемь вершин плосконосого двуклиноида можно задать в прямоугольных координатах:
{\displaystyle (\pm t,r,0),(0,-r,\pm t),}
{\displaystyle (\pm 1,-s,0),(0,s,\pm 1),}
где  переменные r, s и t являются  алгебраическими числами, которые можно описать следующим образом. Пусть
{\displaystyle p={\sqrt[{3}]{-881+24i{\sqrt {237}}}}}
и
{\displaystyle q={\frac {-11+p+97/p}{6}}\approx 0.1690,}
Здесь q равен положительному вещественному корню кубического многочлена
{\displaystyle 2x^{3}+11x^{2}+4x-1.}
Тогда
{\displaystyle r={\sqrt {q}}\approx 0.4111,}
{\displaystyle s={\sqrt {\frac {1-q}{2q}}}\approx 1.5679,}
и
{\displaystyle t=2rs={\sqrt {2-2q}}\approx 1.2892.} .
Поскольку это построение вовлекает решение кубического уравнения, плосконосый двуклиноид не может быть построен с помощью циркуля и линейки, в отличие от других семи дельтаэдров.